# Ла-Шеврольер
 Ла-Шеврольер  (фр. La Chevrolière) — коммуна на западе Франции, находится в регионе Пеи-де-ла-Луар, департамент Атлантическая Луара, округ Нант, кантон Сен-Фильбер-де-Гран-Льё. Расположена в 16 км к югу от Нанта, в 12 км от автомагистрали A83,  в месте впадения реки Оньон в Гран-Льё, одно из двух крупнейших островов материковой Франции.
Население (2017) — 5 589 человек.

## История
Удел Югетьер, к которому исторически относился Ла-Шеврольер, принадлежал баронам Машкуль, семейству Шатобриан, а затем баронам де Ре.
В XV веке замок Югетьер был резиденцией сеньории, охватывающей 17 приходов вокруг озера Гран-Лье. На территории коммуны Ла-Шеврольер находится главный выход к озеру Гран-Лье: к ней относится деревня Пасе, расположенная на берегу озера.
В церкви Святого Мартина в Ла-Шеврольере проповедовал отец Монфор, известный миссионер и католический святой.
Как и все коммуны к югу от Луары, Ла-Шеврольер был опустошен Вандейским восстанием в 1793-1794 годах.

## Достопримечательности
- Шато Ла-Фрёдьер XVIII века
- Приходская церковь Святого Мартина
- Побережье озера Гран-Лье

## Экономика
Структура занятости населения:
- сельское хозяйство — 1,7 %
- промышленность — 39,1 %
- строительство — 3,2 %
- торговля, транспорт и сфера услуг — 42,4 %
- государственные и муниципальные службы — 13,6 %

Уровень безработицы (2017 год) — 7,0 % (Франция в целом — 13,4 %, департамент Атлантическая Луара — 11,6 %). 

Среднегодовой доход на 1 человека, евро (2017 год) — 22 560 (Франция в целом — 21 110, департамент Атлантическая Луара — 21 910).

## Демография
Динамика численности населения, чел.

## Администрация
Пост мэра Ла-Шеврольера с 2008 года занимает член партии Республиканцы Жоан Боблен (Johann Boblin). На муниципальных выборах 2020 года он был единственным кандидатом на пост мэра.
| Период | Период | Фамилия          | Партия                                  | Примечания |
| ------ | ------ | ---------------- | --------------------------------------- | ---------- |
| 1971   | 1995   | Робер Тома       |                                         | инженер    |
| 1995   | 2008   | Мари-Жозеф Верак | Союз за народное движение               | врач       |
| 2008   |        | Жоан Боблен      | Союз за народное движение Республиканцы | инструктор |

## Города-побратимы
- Линдхёрст, Великобритания

## Галерея

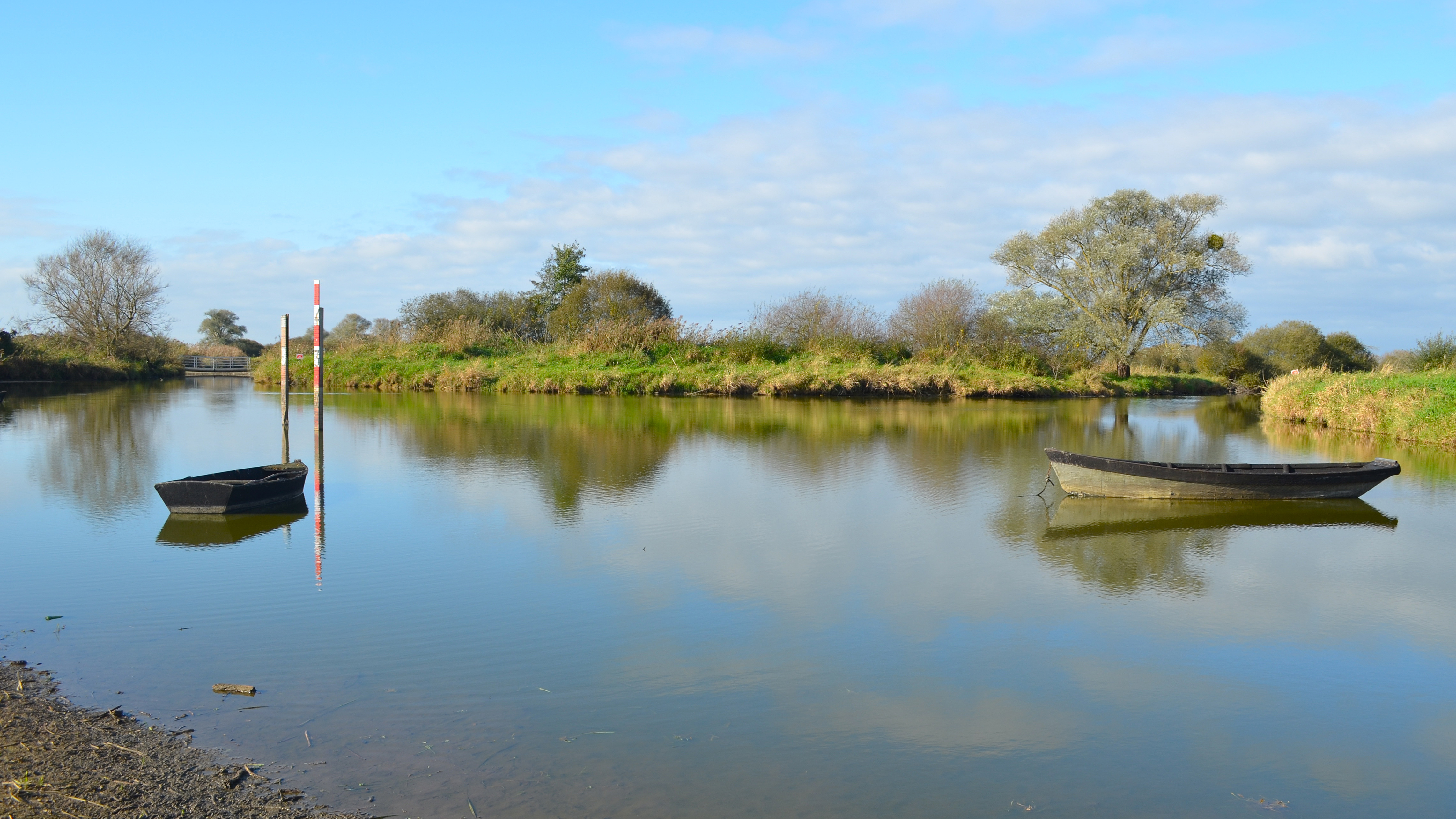
Озеро Гран-Льё
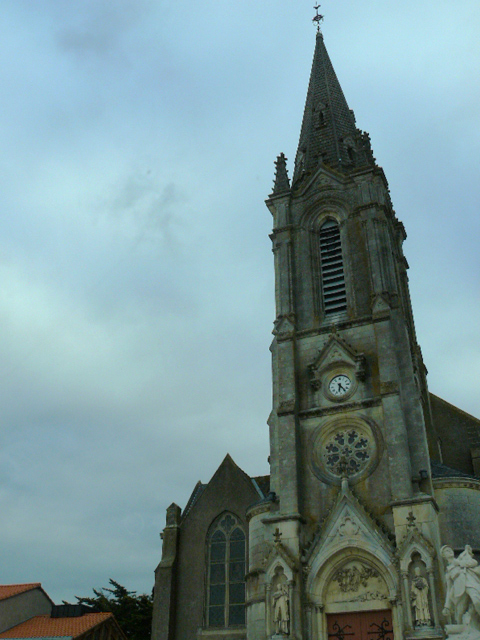
Церковь Святого Мартина